# Medalla pel Servei Militar Distingit
La Medalla del Servei Militar Distingit (en rus: Медаль "За отличие в воинской службе") és una medalla soviètica i posteriorment de la Federació Russa (fins a 1995), atorgada a personal militar del Ministeri de Defensa, de tropes de l'Interior i de frontera tant de la URSS com de Rússia. Va ser gradualment deixada de costat després de la dissolució de la Unió Soviètica, sent reemplaçada per diversos premis ministerials.

## Història de la medalla
La medalla Pel Servei Militar Distingit va ser creada per Leonid Bréjnev i instituïda mitjançant el Decret de la Presidència del Soviet Suprem de l'URSS del 28 d'octubre de 1974, publicant-se el seu reglament, descripció i disseny a la Gaseta del Soviet Suprem de l'URSS nº.44 del 1974. La seva posició es va modificar mitjançant Decret № 2523-X del 18 de juliol de 1980. La seva concessió es realitza en nom de la Presidència del Soviet Suprem de l'URSS pel Ministre de Defensa, el Ministre d'Afers Interiors o el President del Comitè de Seguretat de l'Estat de l'URSS (KGB).
La medalla és una de les poques condecoracions soviètiques que quedà tal qual després de la dissolució de la Unió Soviètica. Va ser confirmada per Decret del Presídium del Consell Suprem de la Federació Russa Nº. 2424-1 del 2 de març de 1992. Va ser atorgada per darrera vedada el 1995, sent substituïda per diverses condecoracions ministerials.

## Estatuts de la condecoració
Era atorgada a tots els homes en servei de l'Exèrcit Soviètic, Flota de Guerra, Guàrdies Fronterers i Tropes del Ministeri de l'Interior de Rússia (MDV):
- pels èxits en la preparació de combat i entrenament polític
- pels mèrits sobre les doctrines i maniobres, juntament amb el servei de combat
- per les mostres de valor i coratge i altres mèrits durant el servei actiu.[1]

La medalla consisteix en dos classes, la 1a i la 2a classe, sent la superior la 1a classe. Eren atorgades seqüencialment pel mèrit continuat. Cada medalla era acompanyada per un llibret amb el nom del receptor, els seus particulars i un segell oficial i signatura.
Penja a la dreta del pit, per sota dels ordes. La cinta se situa al darrere de la de la Medalla al Servei Distingit en la Vigilància de les Fronteres de l'Estat. Si es lluïa amb altres títols o ordes de la Federació Russa, aquestes darreres tenen precedència.
Va ser obra del pintor A.B. Zhuk.
Normalment era atorgada als alferes i als alferes de navili. La seva concessió a oficials i a sots-oficials i tropa era més estranya.
Va ser instituïda simultàniament amb l'Orde del Servei a la Pàtria a les Forces Armades.
La primera concessió de 1a classe va ser pel soldat Anatoli Vasilievitx Spirin el 24 de març de 1975, pel valor demostrat en la detenció d'uns criminals armats. Les primeres concessions de la 2a classe van ser atorgades amb motiu de la celebració del Dia de l'Exèrcit Soviètic del 1975.
En total, la 1a classe va ser atorgada sobre unes 20.000 vegades, i la 2a classe sobre unes 120.000.
Juntament amb la medalla s'atorgava un certificat acreditatiu.

## Disseny
La Medalla del Servei Militar Distingit té la forma d'una estrella de 5 puntes convexa de 38mm d'ample. En els intervals de les puntes hi ha 5 escuts amb els emblemes de les armes bàsiques (Tropes Motoritzades, Carros Blindats, Força Aèria, Marina i Artilleria). Al centre de la medalla hi ha el perfil del soldat, del mariner i del pilot, i al voltant hi ha un anell amb la inscripció За отличие в воинской службе (Medalla pel Servei Militar Distingit), amb dues branques de llorer a sota.
La medalla de 1a classe és de coure daurat i la de 2a classe és feta de níquel.
Es suspèn sobre un galó rectangular vermell de 29,5mm de llarg per 27,5mm d'ample. Esta cobert per un galó de seda moiré vermella amb dues franges verdes de 3 mm situada a 3mm dels costats. Al centre de la 1a classe hi ha una estrella daurada i en la de 2a classe és platejada.
| Primera Classe | Segona Classe | Revers |
| -------------- | ------------- | ------ |
|                |               |        |